# محمد السجلماسي
محمد السجلماسي ويُكتب في بعض المصادر محمد سجلماسي كان طبيبًا وكاتبًا مغربيًا من مواليد 1932 بالقنيطرة وتُوفيَّ عام 2007 بالدار البيضاء. اشتهر السجلماسي في الوسط الأدبي المغربي وحتى العربي بفضل الكتب التي كان ينشرها وخاصّة الكتب التي تهتمُّ بالفن المغربي والإسلامي والتراث الثقافي.

## قائمة أعماله
كان السجلماسي يكتبُ في العادة باللّغة الفرنسية كما كتب بعض الكتب بالعربيّة. هذه قائمةٌ بأبرز أعمال الكاتب المغربي محمد السجلماسي:
- 1972: La Peinture marocaine[10]
- 1974: Les Arts traditionnels[11]
- 1975: La Mamounia, Marrakech[12]
- 1985: Enfants du Maghreb entre hier et aujourdhui[13]
- Les Arts traditionnels au Maroc[14]
- Enluminures des manuscrits royaux au Maroc[15]
- 1998: LArt contemporain au Maroc.[16]
- 1991: Fès : Cité de lart et du savoir, Courbevoie, ACR Édition[17]
- 1993: Le Guide des parents[18]
- 1996: LArt calligraphique de lIslam[19]
- 1996: Civilisation marocaine, (تُرجم هذا الكتاب لعددٍ من اللغات من بينها الإنجليزية والألمانيّة)[20]
- 1997: Mémoire du Maroc
- 1999: Le Désir du Maroc[21]
- 2003: Les Arts traditionnels marocains[22]
- 2003: Casablanca que jaime[23]
- 2007: Maroc Méditerranée, de Tanger à Saidia[24]